# Pinhal Grande
Pinhal Grande is een gemeente in de Braziliaanse deelstaat Rio Grande do Sul. De gemeente telt 4.581 inwoners (schatting 2009).

## Aangrenzende gemeenten
De gemeente grenst aan Estrela Velha, Ibarama, Júlio de Castilhos en Nova Palma.